# Edna (Texas)
Edna is een plaats (city) in de Amerikaanse staat Texas, en valt bestuurlijk gezien onder Jackson County.

## Demografie
Bij de volkstelling in 2000 werd het aantal inwoners vastgesteld op 5899.
In 2006 is het aantal inwoners door het United States Census Bureau geschat op 5867, een daling van 32 (-0,5%).

## Geografie
Volgens het United States Census Bureau beslaat de plaats een oppervlakte van
10,1 km², geheel bestaande uit land. Edna ligt op ongeveer 21 meter boven zeeniveau.

## Plaatsen in de nabije omgeving
De onderstaande figuur toont nabijgelegen plaatsen in een straal van 24 kilometer rond Edna.